# Liste der Bodendenkmale in Marxen
In der Liste der Bodendenkmale in Marxen sind alle Bodendenkmale der niedersächsischen Gemeinde Marxen aufgelistet. Die Quelle ist der Denkmalatlas Niedersachsen. Der Stand der Liste ist der 18. Oktober 2024.

## Allgemein
In den Spalten finden sich folgende Informationen des Bodendenkmales :
- Lage        : geographische Koordinaten
- Bezeichnung : Bezeichnung lt. Denkmalatlas
- Beschreibung: Beschreibung lt. Denkmalatlas
- ID          : Objekt-ID
- Bild        : Bild, ggf. zusätzlich mit Link zu weiteren Fotos im Medienarchiv Wikimedia Commons.

## Marxen
| Lage                        | Bezeichnung          | Beschreibung | ID       | Bild |
| --------------------------- | -------------------- | --- | -------- | ---- |
| 53° 18′ 14″ N, 9° 59′ 58″ O | Marxen 13, Grabhügel | Sehr flach, breit, mit mehreren kleineren alten Eingrabungen, wahrscheinlich Kaninchenbaue. Durchmesser 15 m, erhaltene Höhe 1 m.                                                                                  | 28959720 | BW   |
| 53° 18′ 14″ N, 10° 0′ 0″ O  | Marxen 14, Grabhügel | Mit älteren verwaschenen Eingrabungen, vermutlich Kaninchenbaue. Im Nordosten vom Feldweg her eine jüngere 3 × 3 m messende Angrabung. Durchmesser 15 m, erhaltene Höhe 1,3 m.                                     | 28959722 | BW   |
| 53° 19′ 31″ N, 10° 0′ 7″ O  | Marxen 19, Grabhügel | Breit mit steilem Rand, oben abgeflacht. Mehrere Eingrabungen störten die Mitte sowie West- und Ostseite. Im Zuge einer Instandsetzung verfüllt. Durchmesser 15 m, erhalten Höhe 1,4 m.                            | 28959727 | BW   |
| 53° 19′ 29″ N, 10° 1′ 7″ O  | Marxen 21, Grabhügel | Gleichmäßig flach gewölbt. Oberflächlich vom Forststreifenpflug und Kaninchenbauen gestört. Flache alte Eingrabung in der Nordwestseite, am Westrand schneidet Grenzgraben. Durchmesser 8 m, erhaltene Höhe 0,4 m. | 28959729 | BW   |
| 53° 19′ 9″ N, 10° 2′ 23″ O  | Marxen 35, Grabhügel | Flach, sehr stark zergraben und von Waldweg überzogen. Durchmesser ca. 15 m und 0,6 m erhaltene Höhe. | 28959835 | BW   |
| 53° 19′ 7″ N, 10° 2′ 56″ O  | Marxen 36, Grabhügel | Macht einen gestuften Eindruck, weil zwei Steinkreise aus vermutlich großen Findlingen mit Dm. von etwa 3 bis 9 m geraubt. Mitte unversehrt. Durchmesser 12 m, erhaltene Höhe 1 m.                                 | 28959837 | BW   |
| 53° 19′ 3″ N, 10° 2′ 56″ O  | Marxen 37, Grabhügel | Sehr stark zergrabener Rest, wohl durch Steinräuber praktisch zerstört. Durchmesser ca. 15 m und erhaltene Höhe 0,8 m.                                                                                             | 28959839 | BW   |
| 53° 19′ 7″ N, 10° 2′ 55″ O  | Marxen 38, Grabhügel | Sehr flach, stark zerwühlter Rest, vermutlich durch Steinräuber zerstört und durch den Forststreifenpflug überfahren. Durchmesser lag ca. 12 m, 0,6 m erhaltene Höhe.                                              | 28959840 | BW   |
| 53° 19′ 9″ N, 10° 2′ 56″ O  | Marxen 39, Grabhügel | Grabhügelrest. Stellenweise deutlich abgesetzter Rand zu erkennen, die Innenfläche ist total abgefahren und zergraben. Ehemaliger Durchmesser 15 m, erhaltene Höhe wenige cm.                                      | 28959841 | BW   |
| 53° 18′ 58″ N, 9° 59′ 13″ O | Marxen 42, Grabhügel | Rund, massiv, Durchmesser 20 m und erhaltenen Höhe 2 m. | 28959842 | BW   |
| 53° 18′ 57″ N, 9° 59′ 12″ O | Marxen 43, Grabhügel | Sanft gewölbt mit verfließendem Rand. Alte Eingrabung in der Mitte und Kaninchenbaue stören, sonst gut erhalten. Durchmesser 15 m, erhaltene Höhe 1 m.                                                             | 28959843 | BW   |
| 53° 18′ 59″ N, 10° 2′ 51″ O | Marxen 44, Grabhügel | Total zerwühlt, große alte Eingrabungen an verschiedenen Stellen, vermutlich Stellungsbauten im bereits zerwühltem Hügel. Durchmesser 18 m, erhaltene Höhe 1 m.                                                    | 28959844 | BW   |
| 53° 19′ 0″ N, 10° 2′ 53″ O  | Marxen 55, Grabhügel | Sehr stark zerwühlt, Durchmesser 15 m und 0,9 m erhaltene Höhe. | 28959845 | BW   |
| 53° 18′ 59″ N, 10° 2′ 53″ O | Marxen 56, Grabhügel | Flach, total zerwühlt. Durchmesser ca. 10 m, erhaltene Höhe 0,5 m. | 28952828 | BW   |
| 53° 17′ 11″ N, 10° 0′ 41″ O | Marxen 58, Grabhügel | Ungleichmäßig aber kräftig gewölbt, kleine alte Eingrabung in der Mitte. Durchmesser 12 m, erhaltene Höhe 1,1 m.                                                                                                   | 28959846 | BW   |
| 53° 17′ 11″ N, 10° 0′ 59″ O | Marxen 59, Grabhügel | Wuchtig mit steilem, mehrfach zergrabenem Rand, oben platt, in den 1930er Jahren mit Bude bebaut. Im Kern vermutlich unversehrt. Durchmesser 15 m, erhaltene Höhe 1,4 m.                                           | 28959847 | BW   |
| 53° 17′ 18″ N, 10° 0′ 58″ O | Marxen 60, Grabhügel | Rund mit kleiner, kräftiger Kuppe mit absetzten Rändern. In der Mitte ein tiefer Krater von 2 m Durchmesser sowie Tierbaue. Durchmesser 10 m, erhaltene Höhe bis zu 1 m.                                           | 28959838 | BW   |
| 53° 17′ 15″ N, 10° 0′ 44″ O | Marxen 64, Grabhügel | Sehr flach, Rand deutlich abgesetzt, Mitte eingesunken. Durchmesser 12 m, erhaltene Höhe 0,6 m. | 28959848 | BW   |
| 53° 19′ 5″ N, 10° 2′ 15″ O  | Marxen 65, Grabhügel | Gleichmäßig gewölbt. Westteil durch Schneise (Besitzgrenze) überfahren und obertägig nahezu vollständig zerstört. Durchmesser 12 mdie erhaltene Höhe 1 m.                                                          | 28959849 | BW   |
| 53° 19′ 7″ N, 10° 2′ 14″ O  | Marxen 66, Grabhügel | Breit, gleichmäßig flach gewölbt. Vermutlich bei Aufforstung flach überpflügt, einige Kaninchenbaue, sonst unversehrt. Durchmesser 15 m, erhaltene Höhe 0,8 m.                                                     | 28959850 | BW   |
| 53° 18′ 15″ N, 9° 59′ 58″ O | Marxen 68, Grabhügel | Fast rund mit auslaufendem Rand. Durchmesser 17 m, erhaltene Höhe 0,8 m. | 28959851 | BW   |
| 53° 19′ 13″ N, 10° 2′ 25″ O | Marxen 69, Grabhügel | Rund, An der Oberfläche Einkuhlungen. Vom Westrand zum Zentrum hin eine rinnenartige Eingrabung (alter Suchschnitt ?) mit freiliegenden Granitsteinen. Durchmesser 17 m und 1 m erhaltene Höhe.                    | 28959852 | BW   |

### Marxen 16
- ID:28959724
- Grabhügelfeld auf nach O langsam ansteigendem Hang mit Querwellen. Die Gruppe ist zweigeteilt (FStNr. 16 und 22 – 28) und besteht aus 8 Grabhügel mit Dm. von 13 – 20 m; H. 1 – 1,6 m. Beschädigungen durch Kopfstich und Streifenpflüge mehrfach dokumentiert.

| Lage                        | Bezeichnung | Beschreibung | ID       | Bild |
| --------------------------- | ----------- | --- | -------- | ---- |
| 53° 19′ 18″ N, 10° 0′ 56″ O | Marxen 16   | Gleichmäßig sanft gewölbt. Sehr gut erhalten, nur oberflächlich durch Forststreifenpflug überpflügt und von Kaninchenbauen zerwühlt. Durchmesser 15 m, erhaltene Höhe 1 m. | 28959721 | BW   |
| 53° 19′ 17″ N, 10° 0′ 57″ O | Marxen 22   | Kräftig gewölbt. Westhälfte zum größten Teil abgetragen. Durchmesser 15 m, erhaltene Höhe 1,4 m.                                                                           | 28959730 | BW   |
| 53° 19′ 17″ N, 10° 1′ 0″ O  | Marxen 23   | Gleichmäßig gewölbt. An Westseite etwa 5 m abgegraben. Durchmesser 13 m, erhaltene Höhe 1,2 m.                                                                             | 28959731 | BW   |
| 53° 19′ 17″ N, 10° 1′ 3″ O  | Marxen 24   | Sehr wuchtig, kräftig gewölbt. Im Südteil eine alte Eingrabung sowie Kaninchenbaue. Durchmesser 20 m, erhaltene Höhe 1,6 m.                                                | 28959732 | BW   |
| 53° 19′ 14″ N, 10° 1′ 3″ O  | Marxen 25   | Breit, große, alte Eingrabung stört die Mitte, oberflächlich Kaninchenbaue. Durchmesser 15 m, erhaltene Höhe 1 m.                                                          | 28959733 | BW   |
| 53° 19′ 13″ N, 10° 1′ 1″ O  | Marxen 26   | Wuchtig mit einer alten Eingrabung in der Mitte und großen Krater; dazu zahlreiche Kaninchenbaue. Durchmesser 15 m, erhaltene Höhe 1,4 m.                                  | 28959734 | BW   |
| 53° 19′ 12″ N, 10° 1′ 1″ O  | Marxen 27   | Breit, Nordosthälfte alt abgegraben. Oberflächlich stören Tierbaue. Durchmesser 15 m, erhaltene Höhe 1,2 m.                                                                | 28959735 | BW   |
| 53° 19′ 13″ N, 10° 1′ 0″ O  | Marxen 28   | Breit, kraterartige zentrale Eingrabung und mehrere Kaninchenbaue stören. Durchmesser 14 m, erhaltene Höhe 1,3 m.                                                          | 28959736 | BW   |

### Marxen 17
- ID:28959726
- Grabhügelfeld bestehend aus 6 Grabhügeln, z. T. kräftige, markante Erhebungen. Dm. 12 – 15 m; H. 1 – 1,7 m.

| Lage                        | Bezeichnung | Beschreibung | ID       | Bild |
| --------------------------- | ----------- | --- | -------- | ---- |
| 53° 19′ 28″ N, 10° 0′ 52″ O | Marxen 17   | Kräftig gewölbt mit großer, alter Eingrabung in der Mitte. Flächig alte Kaninchenbaue. Zwischen tiefen historischen Wegespuren. Durchmesser 15 m, erhaltene Höhe 1,3 m.               | 28959723 | BW   |
| 53° 19′ 27″ N, 10° 0′ 52″ O | Marxen 18   | Gleichmäßig gewölbt. Oberflächlich durch Kaninchenbaue und den Forststreifenpflug gestört. Durchmesser 12 m, erhaltene Höhe 1,1 m.                                                    | 28959725 | BW   |
| 53° 19′ 25″ N, 10° 0′ 52″ O | Marxen 20   | Wuchtig mit großer, kraterförmiger alter Eingrabung in der Mitte sowie oberflächlichen Störungen durch Kaninchenbaue und Streifenpflugrinnen. Durchmesser 15 m, erhaltene Höhe 1,3 m. | 28959728 | BW   |
| 53° 19′ 28″ N, 10° 0′ 53″ O | Marxen 29   | Im Norden und Osten geht Rand fließend über. Große alte Eingrabung in der Mitte, beiderseits stark ausgefahrene Wegespuren. Durchmesser 15 m, erhaltene Höhe 1,7 m.                   | 28959737 | BW   |
| 53° 19′ 28″ N, 10° 0′ 50″ O | Marxen 30   | Breit gewühlt mit sehr großer alter Eingrabung in der Mitte. Durchmesser 13 m, erhaltene Höhe 1 m.                                                                                    | 28959738 | BW   |
| 53° 19′ 28″ N, 10° 0′ 51″ O | Marxen 31   | Breit, zwischen tiefen historischen Wegspuren gelegen. Kleine Eingrabung (1,2 × 1,2 m) stört die Mitte, Kaninchenbaue. Durchmesser 12 m, erhaltene Höhe 1,1 m.                        | 28959836 | BW   |